# Agenzia nazionale per la sicurezza del volo
L’Agenzia nazionale per la sicurezza del volo (in acronimo ANSV) è una agenzia governativa italiana.

## Storia
Venne istituita con il decreto legislativo 25 febbraio 1999, n. 66, in attuazione della direttiva comunitaria 94/56/CE del Consiglio del 21 novembre 1994.
Con il decreto legislativo 2 maggio 2006, n. 213, all'ANSV è stato attribuito anche il compito di istituire e gestire il “Sistema di segnalazione volontaria” (voluntary report), di cui alla direttiva comunitaria 2003/42/CE del Parlamento europeo e del Consiglio del 13 giugno 2003, relativa alla segnalazione di taluni eventi nel settore dell'aviazione civile. Ai sensi dell'art. 2, comma 634, della legge n. 244/2007, l'ANSV è stata oggetto di riordino con il decreto del presidente della Repubblica 5 ottobre 2010, n. 189, che ha modificato il decreto legislativo n. 66/1999.

## Compiti e funzioni
Essa si identifica con l'autorità investigativa per la sicurezza dell'aviazione civile dello Stato italiano. Come tale è un'autorità pubblica, caratterizzata da ampia autonomia, posta in posizione di terzietà rispetto al sistema dell'aviazione civile, a garanzia dell'obiettività del proprio operato, così come richiesto dalla citata direttiva comunitaria 94/56/CE, oggi sostituita dal regolamento (UE) n. 996/2010 del Parlamento europeo e del Consiglio del 20 ottobre 2010.

Per garantire tale posizione di terzietà, l'ANSV è stata posta sotto la vigilanza della Presidenza del Consiglio dei ministri. Si tratta quindi dell'unica istituzione aeronautica che non è sottoposta alla vigilanza del Ministero delle infrastrutture e dei trasporti.
In virtù delle disposizioni di legge all'ANSV sono demandati i seguenti compiti:
- svolgere, a fini di prevenzione, le inchieste di sicurezza (precedentemente denominate “inchieste tecniche”) relative agli incidenti ed agli inconvenienti occorsi ad aeromobili dell'aviazione civile, emanando, se necessario, le opportune raccomandazioni di sicurezza. Lo scopo delle inchieste in questione è di identificare le cause degli eventi, al fine di evitarne il ripetersi; le inchieste di sicurezza hanno quindi unicamente finalità di prevenzione.
- svolgere attività di studio e di indagine per assicurare il miglioramento della sicurezza del volo. Proprio perché si tratta di un'autorità investigativa, all'ANSV non sono demandati compiti di regolazione, controllo e gestione del sistema aviazione civile, che rientrano tra le competenze di altri soggetti aeronautici.

## Gli organi
A seguito del riordino operato dalla legge 244/2007, sono organi dell'ANSV: il presidente, il collegio e il collegio dei revisori dei conti.
- Il presidente è nominato con decreto del presidente della Repubblica, previa deliberazione del Consiglio dei ministri, su proposta del presidente del consiglio dei ministri.
- I membri del collegio sono nominati con decreto del presidente del Consiglio dei ministri, previa deliberazione del Consiglio dei ministri, su proposta, rispettivamente, uno del ministro delle Infrastrutture e dei trasporti, uno del ministro dell'Interno e uno del ministro della Giustizia. Il presidente e i membri del collegio sono nominati previo parere delle competenti commissioni parlamentari. Essi rimangono in carica cinque anni e possono essere confermati per una volta.
- I componenti del collegio dei revisori dei conti sono nominati con decreto del Presidente del Consiglio dei ministri, e rimangono in carica cinque anni. Due componenti effettivi, di cui uno con funzioni di presidente, e un supplente sono scelti tra dirigenti designati dal ministro dell'Economia e delle finanze; un componente effettivo è designato dal ministro delle infrastrutture e dei trasporti.

Con decreto del presidente del Consiglio dei ministri, sentito il ministro dell'economia e delle finanze, sono stabiliti, a valere sul bilancio dell'Agenzia, gli emolumenti spettanti agli organi dell'Agenzia. Il decreto del presidente della Repubblica n. 189/2010 ha inoltre previsto che il presidente dell'Agenzia, previa delibera del collegio, nomini il direttore generale. La gestione finanziaria dell'ANSV è sottoposta al controllo della Corte dei conti.